# Michael Schimpelsberger
Michael Schimpelsberger (Linz, 12 febbraio 1991) è un calciatore austriaco, difensore del Sattledt.

## Palmarès

### Club

#### Competizioni nazionali
- Erste Liga: 1

Wacker Innsbruck: 2017-2018